# إمبريس نجاما
إمبريس نجاما (بالإنجليزية: Empress Njamah)‏، هي مُمثلة نيجيرية. في عام 2012، تم ترشيحها لجائزة أفضل ممثلة مساعدة في حفل توزيع جوائز أكاديمية السينما الأفريقية لكنها خسرت أمام تيري فيتو.

## روابط خارجية
إمبريس نجاما على موقع IMDb (الإنجليزية)